# Schlacht bei Ostrowno
Wilkomir – Grodno – Mir – Ekau – Riga – Mogiljow – Ostrowno – Kobrin – Kljastizy – Gorodeczno – Smolensk – Polozk I – Walutino – Borodino – Moschaisk – Tarutino – Malojaroslawez – Polozk II – Wjasma – Dorogobusch – Tschaschniki – Ljachowo – Smoljany – Kaidanow – Krasnoi – Borissow – Beresina
Die Schlacht bei Ostrowno am 25. und 26. Juli 1812 war eine Schlacht während Napoleons Russlandfeldzugs. Der Kampf zwischen dem französischen IV. Armeekorps und dem russischen 4. Korps wurde trotz des Eingreifens einer weiteren russischen Division zugunsten der an Reiterei weit überlegenen Franzosen entschieden.

## Ausgangslage
General Michail Barclay de Tolly wollte bei Witebsk eine Schlacht riskieren, um Napoleon abzulenken und um der 2. Westarmee unter General Fürst P. I. Bagration die Möglichkeit zu verschaffen, die 1. Westarmee
zu erreichen. Dabei hoffte er auch die Moral der Truppen zu heben, welche nach vielen taktischen Rückzügen darauf brannte, sich mit den Franzosen zu schlagen.
Um seinen Truppen im Feldlager bei Witebsk eine Ruhepause zu gönnen und General Bagration Zeit zum Heranführen seiner Truppen zu geben, entsandte General Barclay de Tolly das 4. Korps unter dem Befehl von Graf Alexander Ostermann-Tolstoi auf der Hauptstraße von Witebsk nach Westen, um die verfolgende französische Kavallerie unter dem König von Neapel, Murat, aufzuhalten.

### Beteiligte Truppenformationen
Russische 1. Westarmee unter General Michail Barclay de Tolly
4. Korps unter General-Leutnant Graf Alexander Ostermann-Tolstoy
- 11. Infanterie-Division Generalmajor Bachmetew mit 4  Musketier-Regimentern und 2 Jäger-Regimentern

3. Korps unter Generalleutnant Nikolai Tutschkow
- 3. Infanterie-Division unter Generalleutnant Pjotr Konownizyn mit 4  Musketier-Regimentern, 2 Jäger-Regimentern und 1 Kurländischem Schützenbataillon

Französische Armee:
IV. Armeekorps unter Eugène Beauharnais Vizekönig von Italien
- 13. Division unter General Alexis-Joseph Delzons mit französischem 8. leichten Infanterie- und 84., 92. und 106. Linien-Regiment sowie 1. Illyrische Infanterieregiment (Kroaten)
- 14. Division unter General Jean-Baptiste Broussier mit französischem 18. leichten Infanterie-Regiment und 9., 35. und 53. Linien-Regiment sowie spanisches 1. Infanterie-Regiment
- 13. Leichte Kavallerie-Brigade unter General Philippe-Antoine d’Ornano mit franz. 9. (unter Martin Charles Gobrecht) und 19. Jägerregiment (1000 Mann), italienischem 2. Jägerregiment (1000 Mann) sowie bayerischem 3., 4., 5. und 6. Chevauleger-Regiment (2000 Mann)

Teile I. Kavalleriekorps unter General Nansouty
- 1. Kürassier-Division unter General St. Germain
- 1. Leichte Kavallerie-Division unter General Bruyere mit leichter Reiter-Brigade unter Piré (französisches 16. Jägerregiment und 7. und 8. Husaren-Regiment)

## Die Schlacht
Östlich des Dorfes Ostrowno wurde die russische Reiterei von franz. Jägern (16. Regiment) und Husaren (8. Regiment) unter Beteiligung von Kürassiereinheiten des Generals St. Germain zurückgedrängt.
Die russische Reiterei erlitt dabei sehr schwere Verluste, 30 % der eingesetzten Truppen waren ausgefallen. Ein unterstützender Infanterieangriff von zehn bis zwölf Bataillonen der russischen 11. Division in die linke Flanke der Franzosen konnte durch das rechtzeitige Eingreifen von Truppen der 13. Division unter General Delzons entschärft werden. Bei Einbruch der Dunkelheit zog sich das russische Korps 7 Kilometer in Richtung Kakuwjatschino zurück und wurde von der 3. Division des Generals Konownizyn (Teil des 3. Korps) abgelöst, welches mit der Aufgabe betraut war, die Franzosen weiter aufzuhalten.
Diese Einheit verhielt sich überlegter und taktisch klüger als General Ostermann-Tolstoi mit seinem 4. Korps am Tage zuvor. Die bezogenen Stellungen waren gut, den Rücken schützte ein dichter Wald, vor der Front verlief parallel dazu eine Schlucht. Auf den Höhen zwischen der Schlucht und dem Wald postierte General Konownizyn seine Kanonen, die durch das Unterholz geschützt waren. Der Angriff der Franzosen war in diesem Gelände schwierig und verlustreich.
Die französische Reiterei griff auf der linken Seite an, rechts davon die Infanterie der 13. Division. Hinter dieser Division folgte mit Abstand die 14. Division als Reserve. Im Weiteren folgten die italienischen Truppen mit dem 2. Jäger-Regiment und die Garde unter General Lechi (zwei Regimenter zu Pferde, fünf Infanteriebataillone) und dem Illyrischen Regiment.
Durch das starke Feuer der russischen Geschütze kam der französische Kavallerieangriff zum Stehen und misslang. Auf der rechten Seite kam der Angriff des 92. Linien-Regiments und eines Schützenbataillons ebenfalls zum Erliegen. Der russische Gegenangriff konnte von frischen französischen Kavallerieeinheiten und dem neu hinzugeführten 106. Regiment zurückgeschlagen werden. Es gelang der russischen 13. Infanterie-Division, sich bei Einbruch der Dunkelheit nach Witebsk zurückzuziehen. Die Verfolgung der Russen durch die Franzosen erfolgte zögernd und bekam erst durch das persönliche Eintreffen von Napoleon den nötigen Schwung. Allerdings waren die dabei zur Verfügung stehenden Truppen zu schwach und wurden durch schweifende Kosakenverbände unter dem Kommando von General Pahlen immer wieder an einem raschen Vormarsch gehindert.

## Auswirkungen
Am Abend des 26. Juli traf im Quartier von General Barclay de Tolly eine Nachricht von Bagration ein, welche die Sachlage grundlegend veränderte: Am 23. Juli hatten die Franzosen unter Davout bei Saltanowka die Bemühungen der 2. Westarmee verhindert, über Mogiljow nach Norden zu ziehen, um sich mit der Armee von Barclay de Tolly zu vereinigen. Dadurch wurde es sinnlos, sich eine Schlacht mit den Franzosen zu liefern. Die Franzosen waren den russischen Truppen in der doppelten Stärke überlegen.
In der Nacht zum 27. Juli wurden die Truppen unter Ostermann und Konownizyn auf das rechte Ufer der Lutschosa zurückgezogen. Am nächsten Tag wurde die russische Nachhut nochmals angegriffen und geschlagen. Barclay de Tolly vermied eine neue Schlacht, ließ den Kampf abbrechen und zog seine Armee in drei Kolonnen nach Rudnia und Smolensk zurück. Erst dort gelang die Vereinigung der beiden russischen Armeen.